# Magnus II. Meklenburský
Magnus II. Meklenburský (1441 – 20. listopadu 1503, Wismar) byl od roku 1477 meklenburským vévodou a od roku 1479 vévodou meklenbursko-schwerinským.

## Život
Magnus se narodil jako třetí syn Jindřicha IV. Meklenburského a jeho manželky Doroty, nejmladší dcery braniborského kurfiřta Fridricha I. Vévoda Jindřich IV. znovu spojil meklenburské země pod svou vládu, přestože jeho dědictví původně mělo zahrnovat panství Werle a Stargard. Jak se blížil konec jeho života, věnoval Jindřich IV. stále více času hédonistickému luxusu, zatímco nejaktivnější podíl na vládě převzal Magnus a jeho starší bratři Albrecht a Jan. Jan v roce 1474 zemřel, zanechavši po sobě snoubenku Žofii, dceru Erika II. Pomořanského. S ní se Magnus 29. května 1478 sám oženil.
Po smrti otce v roce 1477 Magnus vládl Meklenbursku společně s bratrem Albrechtem. Po Albrechtově smrti v roce 1483 vládl Magnus sám, protože jeho mladší bratr Baltazar se o vládnutí vůbec nestaral. Magnus vládl až do své smrti v roce 1503, kdy po něm nastoupili jeho synové Jindřich V., Erik II. a Albrecht VII., kteří nejdříve vládli společně a následně si v roce 1520 vévodství rozdělili na Meklenbursko-Schwerinské a Meklenbursko-Güstrow.
Dluh vévodství kvůli okázalému dvornímu životu Jindřicha IV. nadměrně narůstal. Magnus se tento dluh snažil snížit. Všemožně omezil svou vlastní vévodskou domácnost a dal do zástavy zboží a klenoty. Pokusil se obnovit otřesené finance zavedením mimořádných Beden (zboží, které mají poddaní dodávat na panství). To způsobilo napětí s hanzovními městy Rostock a Wismar, která se pokoušela dosáhnout nezávislejší pozice.
V roce 1487 vypukla v Rostocku rebelie známá jako „rostocký katedrální spor“ (Rostock Domfehde). Spouštěčem bylo založení kolegiátního kostela (obecně známého jako Dom) v kostele svatého Jakuba (Jacobikirche). Magnus II. si touto akcí chtěl zajistit financování univerzity a své mocenské postavení ve městě. 12. ledna 1487, v den, kdy měl být kostel vysvěcen, byl na ulici zavražděn probošt Thomas Rode. Vysvěcení přítomní hodnostáři museli z města uprchnout. Když byl napaden jeho doprovod, bál se Magnus o svůj život. Život mu zachránil strážce, který se na něj v hustém boji zblízka vrhl. Povstání trvalo do roku 1491. Nakonec byl vůdce rebelů Hans Runge a tři další povstalci popraveni a město muselo uznat katedrální kapitulu, zaplatit značnou pokutu a potvrdit všechna vévodova privilegia. Exkomunikace a interdikt, které byly na Magnuse a Baltazara uvaleny císařem Svaté říše římské Fridrichem III. a papežem Inocencem VIII., byly poté odvolány.
Kromě těchto sporů ve své zemi měl Magnus také spory se sousedními knížaty a se svými vazaly, například o dědictví, léna a hraniční spory. Magnus se účastnil bitev nebo byl prostředníkem mezi soupeřícími stranami. Některé plány, které měly přispět k hospodářskému posílení jeho území, jako například navrhovaný kanál spojující Baltské moře s Labem a Severním mořem přes Zvěřínské jezero a zlepšení kvality meklenburského ražení mincí, musely být odloženy na neurčito kvůli nedostatku financí. V roce 1492 bylo ve Sternbergu odsouzeno k smrti 27 Židů poté, co byli obviněni ze znesvěcení krvácejících hostií. Magnus rozsudek potvrdil a Židé byli popraveni na hranici.
Ve svém soukromém životě měl to potěšení vidět dvě ze svých dcer provdat se za vážené německé prince.
Magnus zemřel 20. listopadu 1503 ve Wismaru a byl pohřben v opatství Doberan.

## Potomci
Magnus II. měl se svou o devatenáct let mladší manželkou Žofií Pomořanskou sedm potomků:
- Jindřich V. Meklenburský (3. května 1479 – 6. února 1552), od roku 1503 meklenburský vévoda,
⚭ 1505 Uršula Braniborská (17. října 1488 – 18. září 1510)
⚭ 1513 Helena Falcká (9. února 1493 – 4. srpna 1524)
⚭ 1551 Uršula Sasko-Lauenburská (1523–1577)
- Dorotea Meklenburská (21. října 1480 – 1. září 1537), abatyše v Ribnitzu
- Žofie Meklenburská (18. prosince 1481 – 12. července 1503), ⚭ 1500 Jan Saský (30. června 1468 – 16. srpna 1532), saský kurfiřt
- Erik II. Meklenburský (3. září 1483 – 21./22. prosince 1508), svobodný a bezdětný
- Anna Meklenbursko-Zvěřínská (14. září 1485 – 12. května 1525)
⚭ 1500 Vilém II. Hesenský (29. dubna 1469 – 11. července 1509)
⚭ 1519 Otto ze Solms-Laubachu (1496–1522)
- Albrecht VII. Meklenburský (25. července 1486 – 5. ledna 1547), vévoda meklenburský, ⚭ 1524 Anna Braniborská (1. ledna 1507 – 19. června 1567)
- Kateřina Meklenburská (1487 – 6. června 1561), ⚭ 1512 Jindřich Zbožný (16. března 1473 – 18. srpna 1541), vévoda saský a kníže zaháňský

## Vývod z předků
|                         |                             |  |                     |                                  |  |  |  |  |  |  |  | Albrecht II. Meklenburský |
|                         |                             |  |                     |                                  |  |  |  |  |  |  |  |                           |
|                         | Magnus I. Meklenburský      |  |                     |                                  |  |  |  |  |  |  |  |                           |
|                         |                             |  |                     |                                  |  |  |  |  |  |  |  |                           |
|                         |                             |  |                     | Eufémie Švédská                  |  |  |  |  |  |  |  |                           |
|                         |                             |  |                     |                                  |  |  |  |  |  |  |  |                           |
|                         | Jan IV. Meklenburský        |  |                     |                                  |  |  |  |  |  |  |  |                           |
|                         |                             |  |                     |                                  |  |  |  |  |  |  |  |                           |
|                         |                             |  |                     | Barnim IV. Pomořanský            |  |  |  |  |  |  |  |                           |
|                         |                             |  |                     |                                  |  |  |  |  |  |  |  |                           |
|                         | Alžběta Pomořanská          |  |                     |                                  |  |  |  |  |  |  |  |                           |
|                         |                             |  |                     |                                  |  |  |  |  |  |  |  |                           |
|                         |                             |  |                     | Žofie Meklenburská               |  |  |  |  |  |  |  |                           |
|                         |                             |  |                     |                                  |  |  |  |  |  |  |  |                           |
|                         | Jindřich IV. Meklenburský   |  |                     |                                  |  |  |  |  |  |  |  |                           |
|                         |                             |  |                     |                                  |  |  |  |  |  |  |  |                           |
|                         |                             |  |                     | Erik II. Sasko-Lauenburský       |  |  |  |  |  |  |  |                           |
|                         |                             |  |                     |                                  |  |  |  |  |  |  |  |                           |
|                         | Erik IV. Sasko-Lauenburský  |  |                     |                                  |  |  |  |  |  |  |  |                           |
|                         |                             |  |                     |                                  |  |  |  |  |  |  |  |                           |
|                         |                             |  |                     | Anežka Holštýnská                |  |  |  |  |  |  |  |                           |
|                         |                             |  |                     |                                  |  |  |  |  |  |  |  |                           |
|                         | Kateřina Sasko-Lauenburský  |  |                     |                                  |  |  |  |  |  |  |  |                           |
|                         |                             |  |                     |                                  |  |  |  |  |  |  |  |                           |
|                         |                             |  |                     | Magnus II. Brunšvicko-Lüneburský |  |  |  |  |  |  |  |                           |
|                         |                             |  |                     |                                  |  |  |  |  |  |  |  |                           |
|                         | Žofie Brunšvicko-Lüneburská |  |                     |                                  |  |  |  |  |  |  |  |                           |
|                         |                             |  |                     |                                  |  |  |  |  |  |  |  |                           |
|                         |                             |  |                     | Kateřina Anhaltsko-Bernburská    |  |  |  |  |  |  |  |                           |
|                         |                             |  |                     |                                  |  |  |  |  |  |  |  |                           |
| Magnus II. Meklenburský |                             |  |                     |                                  |  |  |  |  |  |  |  |                           |
|                         |                             |  |                     |                                  |  |  |  |  |  |  |  |                           |
|                         |                             |  | Jan II. Norimberský |                                  |  |  |  |  |  |  |  |                           |
|                         |                             |  |                     |                                  |  |  |  |  |  |  |  |                           |
|                         | Fridrich V. Norimberský     |  |                     |                                  |  |  |  |  |  |  |  |                           |
|                         |                             |  |                     |                                  |  |  |  |  |  |  |  |                           |
|                         |                             |  |                     | Alžběta z Hennebergu             |  |  |  |  |  |  |  |                           |
|                         |                             |  |                     |                                  |  |  |  |  |  |  |  |                           |
|                         | Fridrich I. Braniborský     |  |                     |                                  |  |  |  |  |  |  |  |                           |
|                         |                             |  |                     |                                  |  |  |  |  |  |  |  |                           |
|                         |                             |  |                     | Fridrich II. Míšeňský            |  |  |  |  |  |  |  |                           |
|                         |                             |  |                     |                                  |  |  |  |  |  |  |  |                           |
|                         | Alžběta Míšeňská            |  |                     |                                  |  |  |  |  |  |  |  |                           |
|                         |                             |  |                     |                                  |  |  |  |  |  |  |  |                           |
|                         |                             |  |                     | Matylda Bavorská                 |  |  |  |  |  |  |  |                           |
|                         |                             |  |                     |                                  |  |  |  |  |  |  |  |                           |
|                         | Dorotea Braniborská         |  |                     |                                  |  |  |  |  |  |  |  |                           |
|                         |                             |  |                     |                                  |  |  |  |  |  |  |  |                           |
|                         |                             |  |                     | Štěpán II. Bavorský              |  |  |  |  |  |  |  |                           |
|                         |                             |  |                     |                                  |  |  |  |  |  |  |  |                           |
|                         | Fridrich Bavorský           |  |                     |                                  |  |  |  |  |  |  |  |                           |
|                         |                             |  |                     |                                  |  |  |  |  |  |  |  |                           |
|                         |                             |  |                     | Alžběta Sicilská                 |  |  |  |  |  |  |  |                           |
|                         |                             |  |                     |                                  |  |  |  |  |  |  |  |                           |
|                         | Alžběta Bavorská            |  |                     |                                  |  |  |  |  |  |  |  |                           |
|                         |                             |  |                     |                                  |  |  |  |  |  |  |  |                           |
|                         |                             |  |                     | Bernabo Visconti                 |  |  |  |  |  |  |  |                           |
|                         |                             |  |                     |                                  |  |  |  |  |  |  |  |                           |
|                         | Maddalena Visconti          |  |                     |                                  |  |  |  |  |  |  |  |                           |
|                         |                             |  |                     |                                  |  |  |  |  |  |  |  |                           |
|                         |                             |  |                     | Beatrice Regina della Scala      |  |  |  |  |  |  |  |                           |
|                         |                             |  |                     |                                  |  |  |  |  |  |  |  |                           |